# Ana Paula Tavares
Ana Paula Ribeiro Tavares (Lubango, 30 ottobre 1952) è una storica e poetessa angolana.

## Biografia
Iniziò il suo percorso accademico in Storia alla Facoltà di Lettere di Lubango (oggi Instituto Superior de Ciências da Educação do Lubango), finendo il suo percorso di studi a Lisbona. Nel 1996 ha concluso il Mestrado in Letterature Africane. Attualmente vive in Portogallo, ha ottenuto il Dottorato presso l'Universidade Católica di Lisbona ed è professore associato presso la Facoltà di Lettere dell'Università di Lisbona. Ha lavorato nell'area della cultura, della museologia, archeologia ed etnologia, del patrimonio, dell'animazione culturale e della didattica.
Sia la prosa che la poesia di Ana Paula Tavares sono presenti in varie antologie pubblicate in Portogallo, in Brasile, in Francia, in Germania, in Spagna, in Svezia e in Italia.

## Opere
Opera letteraria
- Ritos de passagem (poesia). Luanda: UEA, 1985 [2ª ed. Lisboa: Caminho, 2007].
- O Sangue da buganvília: crónicas (prosa). Centro Cultural Português Praia-Mindelo, 1998.
- O Lago da Lua (poesia). Lisboa: Caminho, 1999.
- Dizes-me coisas amargas como os frutos (poesia). Lisboa: Caminho, 2001.
- Ex-votos, 2003.
- A Cabeça de Salomé (prosa). Lisboa: Caminho, 2004.
- Os olhos do homem que chorava no rio (romanzo), insieme a Manuel Jorge Marmelo. Lisboa: Caminho, 2005.
- Manual Para Amantes Desesperados (poesia). Lisboa: Caminho, 2007.

Traduzioni italiane
- Cerimonia di passaggio, Heimat, Salerno 2006.
- La testa di Salomè, Urogallo, Perugia 2017.
- Manuale per amanti disperati, Urogallo, Perugia 2017.